# Леонид Курављов
Леонид Вјачеславович Курављов (рус. Леонид Вячеславович Куравлёв; Москва, 8. октобар 1936 — Москва, 20. јануар 2022) био је совјетски и руски глумац. Постао је Народни уметник СССР-а 1976. године. Током каријере појавио се у више од 190 филмова и серија.
Каријеру је започео 1959. у студентском филму Андреја Тарковској, Данас неће бити одсуства. Прве улоге којима је стекао већу славу биле су Хома Брутус у хорору Виј (1967) и Шура Балаганов у комедији Златно теле (1968). У каснијем току каријере Курављов се појављивао и у ТВ серијама, од којих је најпознатија Сашина екипа (2002), у којој је тумачио генерала МУП-а Русије.
Био је ожењен Нином Курављовом са којом има двоје деце. Преминуо је 30. јануара 2022, у 85. години живота, од последица упале плућа. Према речима Курављовог сина, био је негативан на тесту за ковид 19.

## Филмографија
| Улоге Леонида Курављова |                                    |               |                        |                      |
| Година                  | Српски назив                       | Изворни назив | Улога                  | Напомена             |
| 1959.                   | Данас неће бити одсуства           |               | Морозов                |                      |
| 1965.                   | Ваш син и брат                     |               | Степан Војводин        |                      |
| 1967.                   | Виј                                |               | Хома Брутус            |                      |
| 1968.                   | Време, напред!                     |               | Корнејев               |                      |
| 1968.                   | Златно теле                        |               | Шура Балаганов         |                      |
| 1970.                   | Ослобођење                         |               | Чујковљев сигнализатор |                      |
| 1973.                   | Иван Васиљевич мења професију      |               | Жорж Милославски       |                      |
| 1973.                   | Седамнаест тренутака пролећа       |               | Курт Ајзман            | ТВ серија, 5 епизода |
| 1977.                   | Мимино                             |               | професор Хачикјан      |                      |
| 1984.                   | Ми смо из џеза                     |               | Самсонов               |                      |
| 1984.                   | Невидљиви човек                    |               | Томас Марвел           |                      |
| 1985.                   | Опасно по живот                    |               | Спартак Молоцов        |                      |
| 1987.                   | Двадесети век се ближи             |               | Вон Борк               | ТВ серија, 1 епизода |
| 1989.                   | Улаз у лавиринт                    |               | Олег Хлебников         | ТВ серија, 5 епизода |
| 1994.                   | Мајстор и Маргарита (филм из 1994) |               | Босој                  |                      |
| 2002.                   | Сашина екипа                       |               | генерал МУП-а Русије   | ТВ серија, 2 епизоде |
| 2005.                   | Улица разбијених светиљки          |               | пуковник Ершов         | ТВ серија            |
| 2009.                   | Књига мајстора                     |               | газда                  |                      |
| 2015.                   | Сав тај џем                        |               | отац Леонти            |                      |